# Belocephalus subapterus
Belocephalus subapterus är en insektsart som beskrevs av Scudder, S.H. 1875. Belocephalus subapterus ingår i släktet Belocephalus och familjen vårtbitare.

## Underarter
Arten delas in i följande underarter:
- B. s. subapterus
- B. s. rehni
- B. s. peninsularis